# Magnus Hedman (konstnär)
Magnus Hedman, född 1967 i Stockholm, är en svensk grafiker. Han är gift med Ellen Heller.
Hedman studerade vid Kyrkeruds folkhögskola 1993-1995 men räknar sig själv som huvudsakligen autodidakt. Separat har han ställt ut på bland annat Musée des Beaux Art du Locle i Schweiz, Waasa-Österbottens museum, Museu de arte Moderna Vitoria i Brasilien, Köpenhamn Danmark 1999, Skaelskor Danmark 1998, Åmål konsthall, Arvika Konsthall, Nordiskt Kulturcenter, Hässelby Slott, Stockholm, Galleri Art i Karlstad, Bengtsfors konsthall, St. Måns Galleri i Lund, Silvénska Galleriet i Säffle, Sundsbergs konsthall och Galleri Rosengången Lerum.
Bland hans offentliga utsmyckningar märks Säffle Kommun, FöreningsSparbanken i Säffle, Scanraff Lysekil, Bengtsfors Kommun, Landstinget Värmland, Stora Enso Research i Karlstad.
Han har tilldelats stipendieresor till Schweiz och Finland, Åke Linder stipendiet, Leader resestipendium Värmland, Häljebol Värmlands Nysäter, Säffle kommuns kulturstipendium och Galleri Steen - stipendium.
Hans konst består av koppargrafik med figur och naturmotiv. Tillsammans med sin fru Ellen Heller har han tryckt grafik från Otto Hesselboms gamla originalplåtar på uppdrag av Dalslands konstmuseum.
Hedman är representerad vid Musée des Beaux arts Schweiz, Waasa Österbottens museum, Landstinget Värmland, Gauffin-Montgomerys grafiska förening och Karlstads universitetsbibliotek.